# Telephone
„Telephone” este un cântec al interpretei americane Lady Gaga realizat în colaborare cu artista americană Beyoncé. Compus de Gaga, Rodney Jerkins, LaShawn Daniels, Lazonate Franklin și Beyoncé, piesa este inspirată de teama de asfixie a solistei. Cântăreața a explicat că versurile în care aceasta preferă să se relaxeze pe ringul de dans decât să îi răspundă la telefon iubitului ei sunt o metaforă, iar telefonul reprezintă frica de a nu lucra îndeajuns de mult pentru a fi de succes. În mod inițial, Gaga a compus cântecul pentru Britney Spears, aceasta înregistrând o variantă demonstrativă. Din punct de vedere muzical, „Telephone” conține un post-refren lung, un vers rap și voci ale unor operatori care anunță că linia telefonică nu este disponibilă. Beyoncé apare în mijlocul piesei, cântând versurile rapid, acompaniată de beat-urile duble.
Cântecul a primit recenzii pozitive din partea criticilor de specialitate, considerând „Telephone” o piesă ce iese în evidență din extended play-ul The Fame Monster. Single-ul a primit o nominalizare pentru un premiu Grammy la categoria „Cea mai bună colaborare pop vocală” în 2011. În urma lansării albumului, „Telephone” s-a clasat în topurile din Statele Unite, Australia, Canada, Olanda, Noua Zeelandă, Suedia și Ungaria datorită descărcărilor digitale. Cântecul a înregistrat un succes deosebit în Europa, ocupând prima poziție a clasamentelor din Belgia, Danemarca, Irlanda, Norvegia, Regatul Unit și Ungaria. Potrivit International Federation of the Phonographic Industry, single-ul s-a vândut în 7.4 milioane de exemplare digitale în toată lumea în 2010, devenind unul dintre cele mai bine vândute single-uri ale lui Gaga.
Videoclipul muzical al cântecului a reprezentat o continuare a videoclipului piesei „Paparazzi” din 2009, fiind filmat drept un scurtmetraj. După ce Gaga este eliberată din închisoare de Beyoncé, cele două merg la un restaurant și otrăvesc oaspeții cu micul dejun. În urma crimei, acestea scapă și ajung într-o urmărire a poliției de mare viteză. Videoclipul conține referințe către Quentin Tarantino și filmele lui: Pulp Fiction (1994) și Kill Bill: Volumul 1 (2003). Videoclipul a primit, în general, recenzii pozitive din partea criticilor de specialitate. Acesta a primit trei nominalizări la ediția din 2010 a MTV Video Music Awards, inclusiv o nominalizare la categoria „Videoclipul anului”. În ianuarie 2015, revista Billboard a numit „Telephone” ca fiind cel mai bun videoclip din prima jumătate a deceniului. În memoria prietenului lui Gaga, Alexander McQueen, aceasta a cântat o versiune acustică a piesei, mixată cu „Dance in the Dark”, la ediția din 2010 a premiilor Brit. Single-ul a fost, de asemenea, adăugat în lista cântecelor pentru turneele The Monster Ball Tour în 2010, Born This Way Ball în 2010, ArtRave: The Artpop Ball în 2014, și Joanne World Tour în 2017.

## Informații generale
| Imagine indisponibilă |  | Imagine indisponibilă |
| „Telephone” a fost inițial compus pentru Britney Spears (stânga). Atunci când cântăreața nu l-a folosit pentru albumului ei, Gaga a preluat piesa pentru a o înregistra împreună cu Beyoncé (dreapta). |  |                       |

În mod inițial, „Telephone” a fost compus de Gaga pentru cel de-al șaselea album de studio al cântăreței Britney Spears, Circus, însă aceasta l-a respins. Mai târziu, Gaga a înregistrat piesa împreună cu Beyoncé pentru The Fame Monster. Aceasta a spus că: „Am compus piesa pentru ea [Spears] cu mult timp în urmă, însă pur și simplu nu l-a folosit pentru albumul ei. Însa asta nu a fost o problemă pentru că eu iubesc melodia și o să o cânt acum”. Varianta demonstrativă cu vocea lui Spears a apărut în mod ilegal pe internet în luna mai a anului 2010. De asemenea, „Telephone” ar fi trebuit să fie în colaborare cu Spears, însă Gaga a ales-o în cele din urmă pe Beyoncé. Inspirația principală din spatele cântecului a fost frica solistei de asfixie, de vreme ce aceasta simțea că rareori își găsește timp să se relaxeze și să se distreze.
„Teama de sufocare—ceva ce am, sau teama de faptul că niciodată nu mă pot bucura ... Deoarece îmi iubesc munca foarte mult, îmi este foarte greu să ies în oraș și să mă distrez ... Nu mă duc în cluburi de noapte ... Nu vei vedea fotografii cu mine căzând beată într-un club. Nu merg—și asta pentru că de obicei, știi, merg, îmi iau un whiskey, beau jumătate din el, și apoi trebuie să mă întorc la muncă.”
În mai 2011, Gaga a dezvăluit faptul că „legătura emoțională” cu cântecul a fost una dificilă. Atunci când a fost întrebată dacă piesa a fost compusă în mod inițial pentru Britney Spears, solista a spus că: „Păi, nu a fost asta exact ceea ce s-a întâmplat, dar nu vreau să intru în detalii. [...] În cele din urmă, procesul de mixare și finalizare a producției a fost unul foarte stresant pentru mine. Când spun că este cel mai rău cântec al meu, nu are de-a face cu el în sine, ci doar cu legătura emoțională între mine și piesă”.

## Structura muzicală și versurile
„Telephone” a fost compus de Lady Gaga împreună cu Rodney Jerkins, LaShawn Daniels, Lazonate Franklin și Beyoncé. Din punct de vedere muzical, piesa a fost descrisă ca aparținând genului muzical dance-pop. Deși cântecul este construit ca un duet, prima apariție a lui Beyoncé este în versul mijlociu. Aceasta își cântă versul în timpul unui interludiu scurt, apoi contribuie ca acompaniament vocal pentru refren și restul piesei. „Telephone” începe încet, Gaga cântând într-o voce solemnă peste sunetele unei harpe ce se schimbă imediat într-un beat puternic. În principal, solista vorbește despre a fi într-un club în timp ce iubitul ei continuă să o sune, însă aceasta nu poate să vorbească deoarece bea și dansează pe melodia ei preferată. Refrenul urmează pe măsură ce versurile „Stop calling, stop calling, I don't want to talk anymore” (ro.: „Nu mai suna, nu mai suna, nu vreau să mai vorbesc”) încep. „Telephone” constă într-un post-refren extins, un vers rap și un epilog cu o voce care anunță că linia telefonică nu este accesibilă în acel moment. Potrivit unei partituri publicate la Musicnotes.com de Sony/ATV Music Publishing, cântecul are un tempo de 122 de bătăi pe minut. Vocea lui Gaga variază de la nota Fa3 către înalta notă Do5. Piesa este compusă în tonalitatea Fa în modul dorian, urmărind o secvență simplă de Fa minor–La♭–Si♭–Fa minor în progresia de acorduri.
Versurile piesei „Telephone” vorbesc despre dorința solistei de a se distra pe ringul de dans, în loc să răspundă la telefon. Aceasta îi spune mai târziu iubitului ei că și-a lăsat capul și inima pe scenă. Versurile sunt cântate într-un mod rapid, acompaniate de beat-urile duble. Potrivit lui Gaga, telefonul din versurile piesei nu este doar un telefon fizic, ci și o persoană din capul ei care îi spune să continue să lucreze din ce în ce mai mult. Cântăreața a explicat că: „Asta este teama mea—telefonul sună în timp ce și capul meu sună ... Fie că e vorba de un telefon sau doar gândurile din capul tău, asta e o altă teamă”.

## Receptare

### Critică

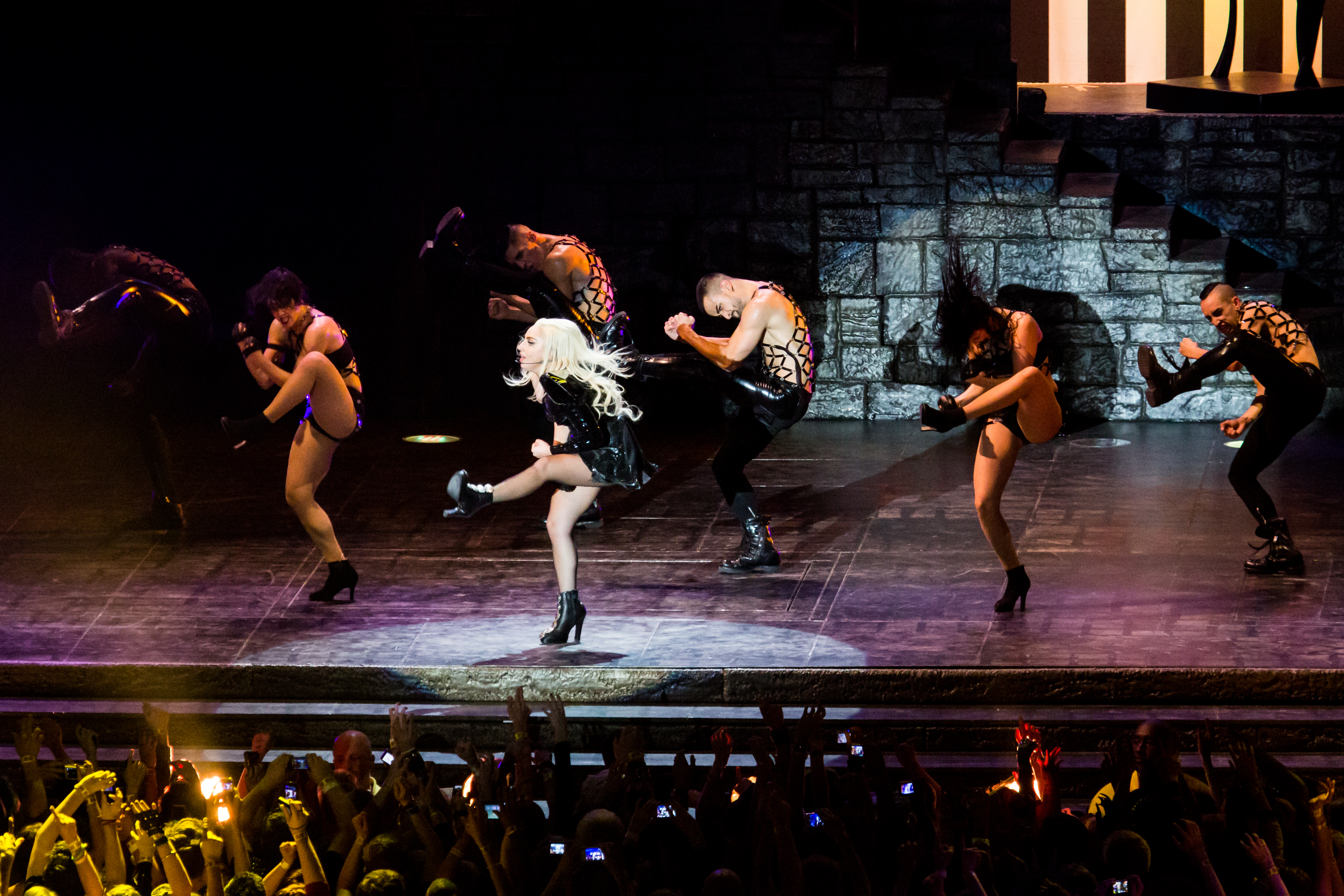
Lady Gaga interpretând cântecul „Telephone” în turneul Born This Way Ball.

Cântecul a obținut recenzii pozitive din partea criticilor de specialitate. Michael Hubbard de la MusicOMH a opinat că piesa a fost „probabil cel mai bun lucru aici [pe The Fame Monster]”. El a complimentat „post-refrenul briliant” și finalul piesei în care apelantul ascultă căsuța vocală. Popjustice i-a oferit o recenzie pozitivă cântecului: „Parcă «What You Waiting For?» a lui Gwen se întâlnește cu «The Way I Are» a lui Timbaland, care se întâlnește cu alte cincizeci de lucruri ... Structura este destul de captivantă ... există ceva tumultuos de strălucit în legătură cu contribuția lui Beyoncé care face totul să pară bine, precum ar fi fost un plan de la început”. Evan Sawdey de la PopMatters a opinat că „Mult discutata colaborare a lui Beyoncé în «Telephone»—cu beat-urile duble și versurile rapide—se dovedește a fi una dintre cele mai pline de adrenalină piese pe care Gaga a creat-o până acum, totul simțindu-se ca și cum e pe cale să vireze către alte cântece în orice moment pur și simplu datorită entuziasmului rafinat împărțit între cele două dive, transformând [melodia] cu ușurință în punctul culminant a lui The Fame Monster”. Mikael Woods de la ziarul Los Angeles Times a considerat că „Telephone” este „o meditație atent gândită la cât de enervant este acel moment când un tip te tot sună în timp ce ești în club”. Jon Caramnica de la ziarul The New York Times a comentat că „Video Phone” și „Telephone” „au promis o nouă direcție, însă tot ce a făcut Beyoncé a fost să apară pentru a dovedi că ar putea să o depășească pe Gaga, întorcându-se apoi în zona de ei confort”.
Nick Escuerdo de la Phoenix New Times a listat „Telephone” ca fiind un cântec ce iese în evidență de pe album. Sarah Hajibagheri de la ziarul The Times și criticul de muzică și film de la New York Press, Armond White, nu au fost impresionați de piesă. Hajibagheri a spus că „Apariția vocii lui Beyoncé alături de tonurile de pe apel aduce un sentiment de haos total”. White a opinat că „[Piesa] sărbătorește un refuz nepăsător de a comunica; pentru a răsfăța cultura pop fără minte și fără inimă—într-un stil Tarantino”. Melanie Bertoldi de la revista Billboard i-a oferit o recenzie pozitivă cântecului, spunând că: „Asemănător cu «Blah Blah Blah» a lui Kesha, «Telephone» se hotărăște să reducă la tăcere pe «Bug a Boo» cu care artista Beyoncé este prea familiară ... În momentul în care «Telephone» trece printr-un zid de sunete celulare pentru a reveni la introducerea sa simplă, Gaga și Beyoncé îi lasă ascultătorului o singură opțiune: să se predea ringului de dans”.

### Comercială
În noiembrie 2009, datorită numeroaselor descărcări digitale, cântecul s-a clasat în topurile din Iralanda, Australia și Regatul Unit, debutând pe locurile 26, 29 și, respectiv, 30. Piesa a debutat, de asemenea, pe locul 30 la 12 decembrie 2009 în topul Billboard Hot 100 din Statele Unite datorită vânzărilor digitale. După câteva săptămâni în care a fluctuat în clasament, single-ul a ajuns în cele din urmă pe locul trei, devenind cel de-al șaselea hit de top 10 consecutiv a lui Gaga. Piesa a ocupat, de asemenea, locul unu în clasamentul Pop Songs, devenind cel de-al șaselea single consecutiv a lui Gaga care să ocupe această poziție. Solista a devenit astfel singura artistă din istorie care să reușească această performanță. Cântecul a devenit, de asemenea, cel de-al șaselea single a lui Beyoncé care să ajungă pe locul unu în Pop Songs. Astfel, Gaga și Beyoncé au egalat-o pe Mariah Carey drept artiste cu cele mai multe piese pe locul unu de la lansarea topului în 1992. Până în februarie 2018, „Telephone” s-a vândut în 3.5 milioane de exemplare digitale în Statele Unite.
În Australia, piesa s-a clasat pe locul trei și a primit o certificare cu triplu disc de platină din partea Australian Recording Industry Association (ARIA) pentru expedierea a 210,000 de copii. În Noua Zeelandă, cântecul a debutat pe locul 31, acesta fiind cel mai mare debut al săptămânii respective. În cele din urmă, single-ul a ajuns pe locul trei. „Telephone” a debutat, de asemenea, pe locul 14 în clasamentul Canadian Hot 100. Piesa a ocupat poziția maximă, locul trei, devenind cel de-al șaselea single consecutiv de top trei a lui Gaga. Cântecul a primit o certificare cu triplu disc de platină din partea Canadian Recording Industry Association (CRIA) pentru cele 240,000 de exemplare digitale vândute.
În Regatul Unit, „Telephone” a debutat pe locul 12 în UK Singles Chart la 14 martie 2010. În următoarea săptămână, single-ul a urcat către prima poziție, devenind cel de-al patrulea single a lui Gaga și, respectiv, cel de-al cincilea single a lui Beyoncé care să obțină această performanță. Au fost vândute 720,500 de copii în Regatul Unit până în septembrie 2016, iar piesa a primit o un disc de platină din partea British Phonographic Industry (BPI). Potrivit Official Charts Company, „Telephone” este al treilea cel mai bine vândut single pe vinil în Regatul Unit din acest deceniu. În Irlanda, cântecul a debutat pe locul 26. Săptămâna următoare, acesta a urcat către poziția maximă, locul doi. Potrivit International Federation of the Phonographic Industry, single-ul s-a vândut în 7.4 milioane de exemplare în întreaga lume în 2010.

## Distincții
În sondajul anual Pazz and Jop realizat de criticii de muzică, „Telephone” s-a clasat pe locul 16 în 2010. Piesa a ocupat, de asemenea, locul trei în topul celor mai bune 25 de single-uri din 2010 realizat de Rob Sheffield de la Rolling Stone. Sheffield a explicat mai târziu că „Telephone” a fost „o defecțiune în comunicare pe ringul de dans”, adăugând că „Beyoncé, cel mai extraordinar star pop non-nebunatic al timpurilor noastre, se preface că e la fel de nebună ca Gaga pentru câteva minute”. Amy Phillips de la Pitchfork Media a clasat „Telephone” pe locul 55 în lista celor mai bune piese din 2010, opinând că este unul dintre cele mai „puțin ciudate” cântece de pe The Fame Monster. În același an, single-ul a ocupat locurile 10 și, respectiv, 29 în listele de final de an realizate de MTV News și PopMatters. Pe 26 aprilie 2011, Gary Trust de la revista Billboard a clasat „Telephone” pe locul patru în lista celor mai bune 10 colaborări între femei.
În 2010, melodia a fost nominalizată la categoria „Cântec preferat” la premiile Australian Nickelodeon Kids' Choice Awards și la cea de-a 37-a ediție a premiilor People's Choice Awards. În următorul an, „Telephone” a fost nominalizat la categoria „Cea mai bună colaborare pop vocală” la cea de-a 53-a ediție a premiilor Grammy. Single-ul a fost, de asemenea, recunoscut ca fiind una dintre cele mai interpretate piese în 2011 la premiile ASCAP Pop Music Awards. În același an, BMI a listat „Telephone” ca fiind una dintre piesele premiate la ceremonia de premiere a BMI. La ediția din 2011 a premiilor Virgin Media Music Awards, cântecul a primit o nominalizare la categoria „Cel mai bun single” și a câștigat premiul pentru „Cea mai bună colaborare”.

## Videoclipul

### Informații generale
Videoclipul piesei „Telephone” a fost filmat la 28 ianuarie 2010 sub regia lui Jonas Åkerlund. Revista New York a raportat că ideea videoclipului a implicat-o pe Beyoncé, eliberând-o pe Gaga din închisoare. În fotografiile publicate de pe platourile de filmare, Gaga și Beyoncé sunt surprinse într-o mașină numită „Pussy Wagon”. Autovehicolul a fost condus de personajul lui Uma Thurman în filmul lui Quentin Tarantino din 2003, Kill Bill: Vol. 1. Alte idei ale videoclipului implică scene într-un restaurant, o apariție a cântărețului Tyrese Gibson și o scenă de duș în închisoare. Gaga și Beyoncé au purtat „bucăți distorsionate de blug”, proiectate de Frank Fernández și Oscar Olima. Într-un interviu pentru E! Online, Gaga a explicat mai profund semnificația din spatele videoclipului:
„A fost această calitate uimitoare în «Paparazzi» unde am avut muzică pop pură și de calitate, dar am avut în același timp și un comentariu despre cultura faimei ... Am vrut să fac același lucru și cu acest videoclip ... Este cu siguranță o calitate inspirată de Tarantino în videoclip ... Implicarea sa directă [în acesta] a venit atunci când m-a lăsat să împrumut Pussy Wagon-ul. Luam prânzul într-o zi în Los Angeles și i-am spus conceptul videoclipului meu, și i-a plăcut atât de mult încât mi-a spus «Trebuie să folosești Pussy Wagon-ul».”
Pe 5 februarie 2010, solista a fost intervievată de Ryan Seacrest de la KIIS-FM. Aceasta a comentat videoclipul, opinând că: „Ceea ce am făcut a fost cu adevărat un eveniment pop și, atunci când eram mai tânără, eram întotdeauna entuziasmată de momentele când avea loc un eveniment gigantic în muzica pop, și asta mi-am dorit să fac și eu”. Gaga a spus, de asemenea, că intenția ei a fost de a lua „ideea că America este plină de tineri care sunt inundați de informații și tehnologie și o transformă mai mult într-un comentariu despre tipul de țară care suntem”.
Formația rock Semi Precious Weapons a confirmat pentru MTV News că vor avea o apariție cameo în videoclip. Pe 15 februarie 2010, trei fotografii de pe platourile de filmare au fost postate pe site-ul cântăreței. Imaginile o prezintă pe Gaga în trei scene distincte: o scenă în bucătărie în care aceasta poartă o pălărie de bucătar din plastic, o altă scenă în restaurant alături de dansatorii ei în care Gaga este prezentată purtând un sutien și o bandană, ambele cu modelul drapelului Americii, și o altă fotografie alb-negru ce o prezintă pe solistă purtând o pălărie făcută din mai multe triunghiuri și telefoane cu fir. S-a stabilit inițial ca videoclipul să aibă premiera în februarie 2010, însă lansarea a fost amânată până în martie 2010. La 9 martie 2010, numeroase fotografii din videoclip au fost postate pe internet. În cele din urmă, acesta a avut premiera la E! News și Vevo pe 11 martie 2010.

### Rezumat

Lady Gaga într-o fotografie de prezentare a videoclipului.

Videoclipul muzical are o durată de peste nouă minute și începe acolo unde „Paparazzi” s-a încheiat, Gaga fiind arestată pentru uciderea iubitului ei prin otrăvirea băuturii sale. Aceasta este ulterior dusă la o închisoare pentru femei, fiind condusă de doi gardieni care o dezbracă de rochia cu umeri falși. Solista este lăsată întinsă pe pat, goală, în timp ce este luată în râs de celelalte deținute. Unul dintre gardieni spune: „Ți-am spus eu că nu are penis”, referindu-se la zvonurile cum că Gaga ar fi intersex. Primele trei minute ale videoclipului prezintă activitățile cântăreței în închisoare—notabil sărutul cu o prizonieră lesbi (Heather Cassils) în curtea de exerciții, purtând o pereche de ochelari de soare realizați din țigări semi-fumate, și scena în care Gaga vizionează o scenă de bătaie între femei, în cantină. Sora cântăreței, Natali Germanotta, face o apariție cameo în această secvență. Gaga răspunde apoi la un apel de la Beyoncé, începând mai apoi să cânte piesa. Solista interpretează primul vers și refrenul împreună cu alte deținute, urmat de post-refrenul în care aceasta poartă un costum realizat din bandă galbenă de precauție, proiectat de Brian Lichtenberg.
Gaga este scoasă pe cauțiune din închisoare și iese pentru a o găsi pe Beyoncé ce o așteaptă în „Pussy Wagon”. Cântăreața este poreclită „Honey Bee”, o referință pentru personajul „Honey Bunny” din filmul lui Tarantino din 1994, Pulp Fiction. După un schimb de dialoguri, Gaga și Beyoncé călătoresc prin deșert pentru a se opri la un restaurant. Beyoncé se așează în fața iubitului ei, Gibson, însă se plictisește de prostia lui și îl otrăvește. Cu toate acestea, otrava nu a avut efect, așa cum spera. Videoclipul trece mai apoi la o secvență intermediară intitulată „Let's Make a Sandwich” (ro.: „Să facem un sandviș”). Aici, Gaga stă într-o bucătărie, purtând pălăria din triunghiuri și telefoane, în timp ce dansatorii sar în spatele ei, ținând clești de salată și tacâmuri asortate. În cele din urmă, solista pregătește un sandviș și îl mănâncă după o secvență de dans. Între timp, cântăreața adaugă otravă în toate farfuriile pregătite pentru clienții din restaurant. Gibson și toate celelalte personaje, inclusiv cele jucate de Semi Precious Weapons și câinele lor, Lava, mor. Gaga și Beyoncé realizează o altă secvență de dans, purtând articole de îmbrăcăminte cu drapelul Americii și blugi sfâșiați, defilând în jurul cadavrelor. Solistele părăsesc restaurantul și se urcă în „Pussy Wagaon”, călătorind pe o șosea, în timp ce un reporter de știri (intepretat de Jai Rodriguez) raportează crima la știri. Scena finală o prezintă pe Gaga și Beyoncé călătorind prin deșeret, pe măsură ce sirene de poliție se aud în fundal. Videoclipul se încheie cu versul „To Be Continued...” (ro.: „Va Urma...”), urmat de acreditările de final.

### Receptare

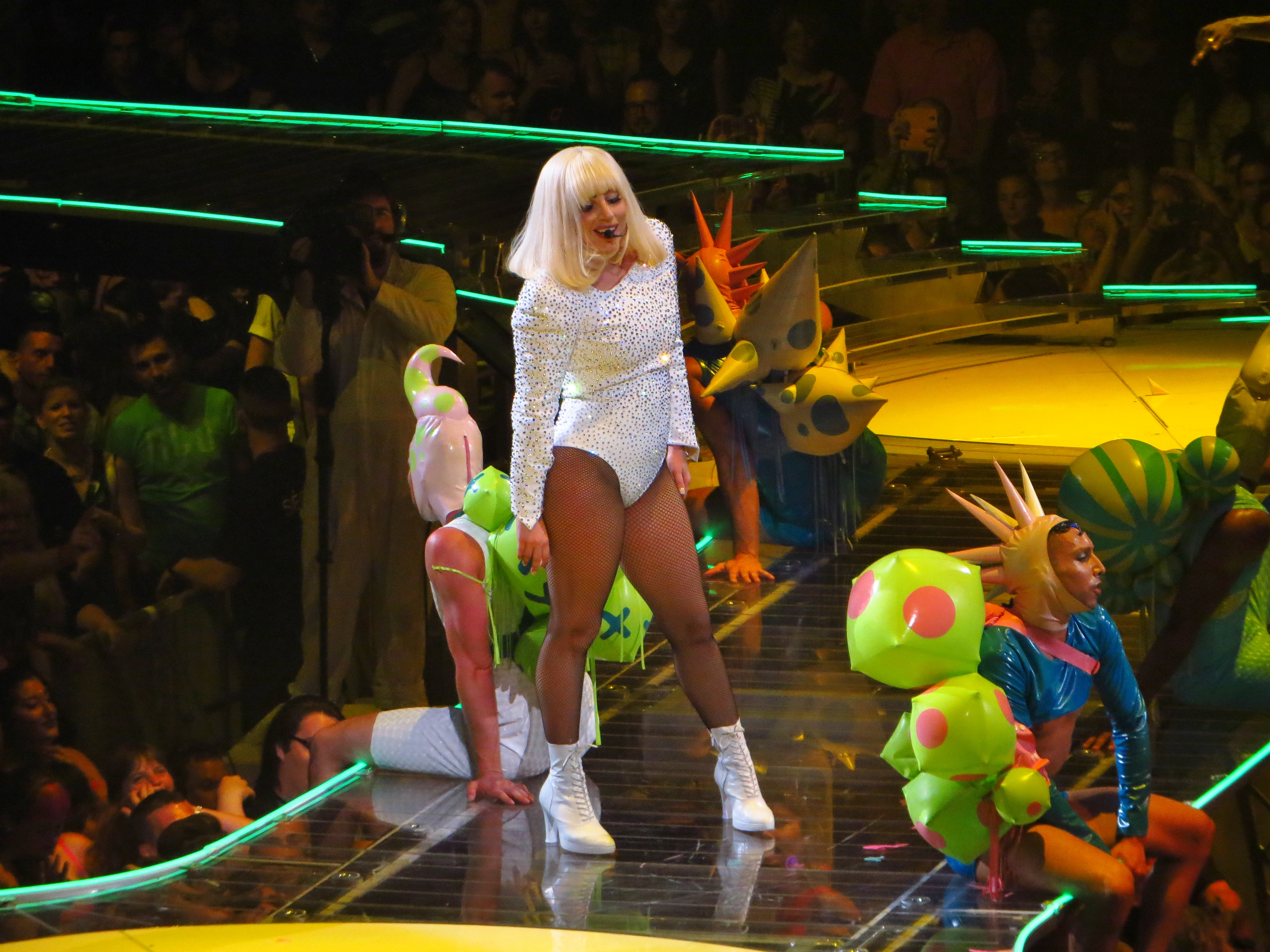
Lady Gaga cântând piesa „Telephone” în timpul turneului ArtRave: The Artpop Ball în 2014.

James Montgomery de la MTV a opinat că: „Împreună cu «Telephone», Gaga a intrat în stratosfera starurilor pop rare, alături de celebrități precum Madonna și Michael Jackson”. Matt Donnelly de la ziarul Los Angeles Times a scris că videoclipul piesei „Telephone” este „o sărbătoare vizuală, plină de modă fantastică, lupte între fete, mese otrăvite, o armată de accesorii pentru cap și multă generozitate Gaga”. Amy Odell de la revista New York a considerat că „Acesta e videoclipul lui Gaga, însă Beyoncé este cea mai bună parte: ea arată partea furioasă și nebună pe care o știam ascunsă sub fațada ei atât de perfectă”. Monica Herrera de la revista Billboard a scris că: „Videoclipul lui «Telephone» este plin de intrigi, lupte în închisori, scene de săruturi, otrăviri în masă și o mulțime de versiuni pline de piele a ceea ce par a fi «costume»”. Tanner Stransky de la Entertainment Weekly a opinat că: „Este la fel ca epicul ei videoclip pentru «Bad Romance»? Din păcate, nu prea cred. Dar este mai bun decât orice altceva avem aici”. Jennifer Cady de la site-ul E! Online a lăudat aspectul „întotdeauna feroce” a lui Beyoncé pe parcursul videoclipului. Un editor de la The Huffington Post a scris: „Ca de obicei, există crimă, masturbare, plasare de produse, referințe către Tarantino și o mulțime de articole de îmbrăcăminte nerealiste”. În ianuarie 2015, Billboard a numit videoclipul piesei „Telephone” cel mai bun videoclip al primei jumătăți al anilor '10 (deceniu).
Sandy Rios, președinte al Culture Campaign, a criticat videoclipul la Fox News într-un interviu cu Megyn Kelly, numindu-l „dezgustător ... otrăvește mințile copiilor noștri”. Criticul Armond White de la New York Press a descris videoclip ca fiind „malefic și urât”, considerând, de asemenea, că „rezumă nebunia culturii pop contempoare de masă” și aduce „un omagiu către influența lui Tarantino” în distorsionarea „plăcerii culturii pop către absurdități”. William Goodman de la revista Spin a scris că videoclipul are „un efect boom-pow al televizorului japonez luminos”. Acesta și-a încheiat recenzia prin a spune că „videoclipul trebuie să fi costat o avere”, descriindu-l ca „o capodoperă pop cu buget mare”. Caryn Ganz de la Rolling Stone a numit videoclipul „un amestec de pornografie lesbiană în închisoare, filme ce explorează sexul și clipiri confidențiale între cele două dive”. El a mai spus că: „dacă Quentin Tarantino și Russ Meyer ar fi refăcut Thelma și Louise ca o orgie cu plasare de produse și interludii cu coregrafii, acesta ar fi fost rezultatul”. Ganz și-a încheiat recenzia prin a opina că „Videoclipul este, cu siguranță, cinematografic și ciudat de feminist, și strigă către o declarație largă despre cultura consumatorilor”.
În luna mai a anului 2011, Gaga și-a exprimat nemulțumirea cu privire la videoclip în timpul unui interviu pentru revista Time Out, spunând: „Nici măcar nu pot să mă uit la videoclipul lui «Telephone», îl urăsc atât de mult. Beyoncé și cu mine suntem grozave împreună. Însă există atât de multe idei în acel videoclip și tot ceea ce văd este creierul meu plin idei și îmi doresc să fi editat ceva mai mult”.

### Distincții și recunoașteri
Videoclipul a fost clasat pe locul trei în lista celor mai bune 50 de videoclipuri a anului 2010 realizată de NME, comentând că sunt „aproape zece minute de plasare de produse, o poveste ca cea din Thelma și Louise, costume bizare și câteva mișcări unice a la Gaga”. Acesta a fost plasat, de asemenea, pe locul 17 în lista celor mai bune 100 de videoclipuri muzicale realizată de aceeași publicație, redactorul concluzionând că: „«Telephone» ocolește toată ciudățenia cosmică și depășită a videoclipurilor recenete și se stabilește timp de nouă minute pentru o acțiune lesbi plină de referințe Tarantino”. În clasamentul celor mai bune 20 de videoclipuri ale anului 2010 realizat de revista Spin, „Telephone” a ocupat locul șapte, alături de comentariul: „decizia de a o atrage pe normala și secretoasa Beyoncé într-o fantezie lesbi pușcăriașă a fost genială”. Redactorii de la Pitchfork Media au clasat, de asemenea, videoclipul în lista celor mai bune videoclipuri a anului 2010. Pe 3 august 2010, videoclipul piesei „Telephone” a primit trei nominalizări la ediția din 2010 a premiilor MTV Video Music Awards la categoriile „Cea mai bună coregrafie”, „Videoclipul anului” și „Cea mai bună colaborare”, câștigându-l pe ultimul.

## Interpretări live

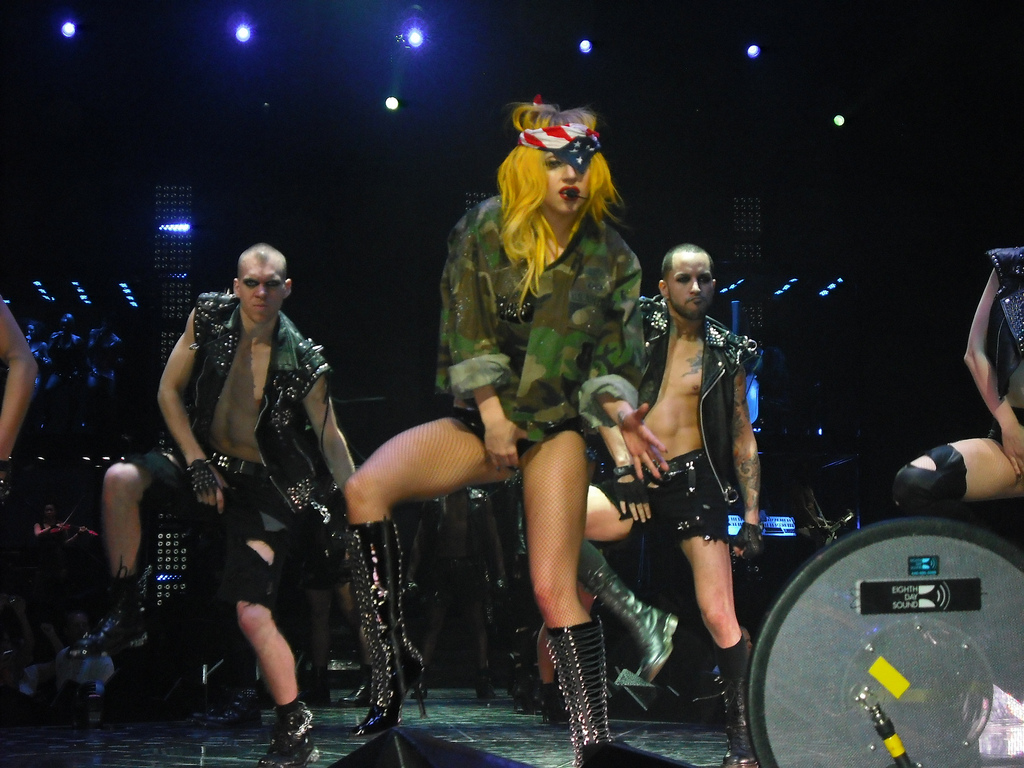
Gaga interpretând melodia în turneul The Monster Ball Tour, în 2010.

Gaga a cântat „Telephone” la premiile Brit la 16 februarie 2010, la Earls Court Exhibition Centre. Interpretarea a fost inspirată de decesul recent al unui prieten, designerul de modă Alexander McQueen. Solista a planificat inițial o versiune diferită a interpretării, însă a schimbat conceptul în ultimul moment, de vreme ce și-a dorit să aducă un omagiu lui McQueen. Gaga a ales o versiune acustică a piesei „Telephone” și un remix al cântecului „Dance in the Dark”. Înainte de spectacol, aceasta a postat un mesaj pe contul ei de Twitter: „Interpretarea din această seară este inspirată de prietenul nostru. Mască făcută de Phillip Treacy, sculptură realizată de Nick Knight, muzică de Lady Gaga. Ne e dor de tine”. Cântăreața și-a început interpretarea prin a anunța că „Asta este pentru Alexander McQueen”. Gaga a purtat un costum de culoare albă și o perucă imensă în stilul Mariei Antoneta. Întregul spectacol a fost mai discret în comparație cu cele precedente.
Solista a adăugat „Telephone” și în lista pieselor pentru turneul The Monster Ball Tour, pentru concertele din Europa. În cel de-al doilea act, intitulat „Subway”, Gaga a purtat ținute negre și a cântat la o claviatură. „Telephone” și „Brown Eyes” (de pe albumul The Fame) au fost, de asemenea, interpretare la emisiunea de comedie Friday Night with Jonathan Ross, la 3 martie 2010, pentru un episod care a fost difuzat două zile mai târziu. Artista a cântat single-ul și la emisiunea japoneză Music Station pe 16 aprilie 2010. Pentru interpretare, Gaga a purtat un costum de pisică și o pereche de umeri din plastic, proiectați de Somarta și Yuima Nakazato. În mai 2011, solista a cântat „Telephone” la festivalul BBC Radio 1's Big Weekend în Carlisle, Cumbria. Pe 26 iunie 2011, Beyoncé a interpretat piesa în timpul festivalului Glastonbury în fața a peste 175,000 de fani. Gaga a cântat melodia în turneul Born This Way Ball Tour în 2012 cu aceeași coregrafie din videoclip. În timpul turneului ArtRave: The Artpop Ball din 2014, cântăreața a interpretat un mixaj între „Telephone” și „Poker Face”.
Pe 5 februarie 2017, solista a cântat piesa în timpul spectacolului din pauza Super Bowl. Mai târziu în același an, melodia a fost adăugată în lista cântecelor pentru festivalul Coachella, acolo unde artista a fost cap de afiș pentru două weekend-uri. Interpretarea a constat în Gaga, fiind împinsă de către dansatorii ei într-o cabină telefonică realizată din sticlă. Pentru turneul Joanne World Tour (2017-2018), Gaga a purtat un costum mulat de culoare albastru deschis, încrustat cu perle, umeri falși, și o pereche de cizme înalte.

## Alte versiuni
Pe 2 mai 2010, o variantă demonstrativă a cântecului „Telephone” ce conține vocea lui Brintey Spears a apărut în mod ilegal pe internet. După câteva sugestii că aceasta ar putea fi falsă, producătorul Rodney Jerkins a confirmat autenticitatea piesei prin intermediul contului său de Twitter. Acesta a mai spus că versiunea apărută a fost o înregistrare timpurie și nemixată, negând faptul că el însuși ar fi postat-o, cu toate că ar fi fost rugat să o facă. Stilul muzical al demo-ului a fost comparat cu single-ul lui Spears din 2007, „Piece of Me”. Versiunea finală a cântecului „Telephone” a fost, de asemenea, comparată cu cel de-al cincilea album de studio al lui Spears, Blackout. Rob Sheffield de la Rolling Stone a lăudat versiunea demo, incluzând-o în lista celor mai bune 25 de single-uri din 2010.
Trupa Little Mix a interpretat un mixaj între „Telephone” și piesa formației Queen, „Radio Ga Ga” (1984), în timpul celui de-al optulea sezon al emisiunii The X Factor din Regatul Unit. Versiunea lor a fost lansată ca disc single. Cântecul a fost interpretat într-o versiune cover de către Lea Michele ca Rachel Berry și Charice Pempengco drept Sunshine Corazon, personaje din emisiunea TV americană Glee. Această versiune a fost lansată, de asemenea, ca single, și a reușit să se claseze pe locul 17 în Canada, pe locul opt în Irlanda, pe locul 23 în Statele Unite și pe locul 30 în Australia.

## Ordinea pieselor pe disc și formate
| - CD Single distribuit în Europa și Regatul Unit 1. "Telephone (feat. Beyoncé)" – 3:40 2. "Telephone (Alphabeat Radio Edit) [feat. Beyoncé]" – 4:51 - iTunes single digital distribuit în Regatul Unit 1. "Telephone (feat. Beyoncé)" – 3:40 2. "Telephone (feat. Beyoncé) [Music Video]" – 9:27 - Descărcare digitală distribuită în Regatul Unit, Franța și Italia - "Telephone (Alphabeat Club Remix) [feat. Beyoncé]" – 6:41 - "Telephone (Crookers Vocal Club Remix) [feat. Beyoncé]" – 4:49 - "Telephone (DJ Dan Vocal Club Remix) [feat. Beyoncé]" – 5:59 (Doar în Regatul Unit) - "Telephone (Electrolightz Remix) [feat. Beyoncé]" – 4:26 - "Telephone (Kaskade Club Remix) [feat. Beyoncé]" – 5:24 - "Telephone (Ming Club Remix) [feat. Beyoncé]" – 4:31 - "Telephone (Passion Pit Remix) [feat. Beyoncé]" – 5:12 - "Telephone (Tom Neville's Ear Ringer Radio Edit) [feat. Beyoncé]" – 4:17 - Vinil 7 inch 1. "Telephone (feat. Beyoncé)" – 3:40 2. "Telephone (Passion Pit Remix) [feat. Beyoncé]" – 5:13 | - Remix EP distribuit în Austrlia și Statele Unite 1. "Telephone (Alphabeat Club Remix) [feat. Beyoncé]" – 6:41 2. "Telephone (Crookers Vocal Club Remix) [feat. Beyoncé]" – 4:50 3. "Telephone (DJ Dan Vocal Club Remix) [feat. Beyoncé]" – 5:59 4. "Telephone (DJ Dan Vocal Radio Edit) [feat. Beyoncé]" – 3:28 - Inclus doar în lansarea digitală 5. "Telephone (Doctor Rosen Rosen Club Remix) [feat. Beyoncé]" – 6:25 6. "Telephone (Electrolightz Remix) [feat. Beyoncé]" – 4:26 7. "Telephone (Kaskade Club Remix) [feat. Beyoncé]" – 5:24 8. "Telephone (Ming Club Remix) [feat. Beyoncé]" – 4:31 9. "Telephone (Passion Pit Remix) [feat. Beyoncé]" – 5:13 10. "Telephone (Tom Neville's Ear Ringer Club Remix) [feat. Beyoncé]" – 7:14 - „The DJ Remixes” EP digital 1. "Telephone (Alphabeat Radio Edit) [feat. Beyoncé]" – 4:49 2. "Telephone (Crookers Dub) [feat. Beyoncé]" – 5:08 3. "Telephone (DJ Dan Dub) [feat. Beyoncé]" – 6:22 4. "Telephone (Kaskade Dub) [feat. Beyoncé]" – 4:40 5. "Telephone (Kaskade Radio Edit) [feat. Beyoncé]" – 3:43 6. "Telephone (Ming Dub) [feat. Beyoncé]" – 4:03 7. "Telephone (Ming Radio Edit) [feat. Beyoncé]" – 3:12 8. "Telephone (Tom Neville's Ear Ringer Radio Edit) [feat. Beyoncé]" – 4:18 9. "Bad Romance (DJ Paulo's GaGa Oo-La La Remix)" – 9:41 |

## Acreditări și personal
Înregistrare și management
- Vocea lui Gaga înregistrată la Studiourile Darkchild (Los Angeles, California)
- Vocea lui Knowles înregistrată la Studioul Groove (Osaka, Japan)
- Mixat la Studiourile Chalice (Los Angeles, California)
- Masterizat la Oasis Mastering (Burbank, California), Studiourile AfterMaster Recording și Mastering (Hollywood, California)
- Knowles apare de la Music World Entertainment și Columbia Records
- Publicat de Stefani Germanotta P/K/A Lady Gaga (BMI), Sony/ATV Songs LLC, House Of Gaga Publishing Inc., Glojoe Music Inc. (BMI) Rodney Jerkins/EMI Blackwood Music Publishing (BMI), EMI April Music (ASCAP), EMI Blackwood/RJ Productions LLC, B-Day Publishing and EMI April Music, Inc. (ASCAP)

Personal
| - Lady Gaga – voce principală, textier, co-producător - Beyoncé Knowles – voce secundară și textier - Rodney "Darkchild" Jerkins – textier, producător, compoziție, mixare audio - LaShawn Daniels – textier - Lazonate Franklin – textier - Paul Foley – înregistrare - Mike "Handz" Donaldson – înregistrare, efecte speciale, producție vocală suplimentară | - Hisashi Mizoguchi – înregistrare - Mark "Spike" Stent – mixare audio - Gene Grimaldi – masterizare audio - Larry Ryckman și Ari Blitz – masterizare audio - Takayuki Matsushima – asistent înregistrare - Matty Green – asistent mixaj |

Acreditări adaptate de pe broșura albumului The Fame Monster.

## Prezența în clasamente
| Țară (clasament 2009–2010)                      | Poziția maximă | Referință |
| ----------------------------------------------- | -------------- | --------- |
| Australia (ARIA)                                | 3              | [ 28 ]    |
| Austria (Ö3 Austria)                            | 3              | [ 124 ]   |
| Belgia (Ultratop 50 Flandra)                    | 1              | [ 125 ]   |
| Belgia (Ultratop 50 Valonia)                    | 1              | [ 126 ]   |
| Brazilia (Billboard Brasil Hot 100)             | 4              | [ 127 ]   |
| Bulgaria (IFPI)                                 | 1              | [ 128 ]   |
| Canada (Canadian Hot 100)                       | 1              | [ 32 ]    |
| Coreea de Sud (Gaon)                            | 1              | [ 129 ]   |
| Cehia (Rádio Top 100)                           | 4              | [ 130 ]   |
| Danemarca (Tracklist)                           | 1              | [ 131 ]   |
| Elveția (Swiss Hitparade)                       | 4              | [ 132 ]   |
| Europa (European Hot 100 Singles)               | 1              | [ 133 ]   |
| Finlanda (Suomen virallinen lista)              | 7              | [ 134 ]   |
| Franța (SNEP)                                   | 3              | [ 135 ]   |
| Germania (Official German Charts)               | 3              | [ 136 ]   |
| Grecia (Greece Digital Songs)                   | 1              | [ 137 ]   |
| Irlanda (IRMA)                                  | 1              | [ 38 ]    |
| Israel (Media Forest)                           | 1              | [ 138 ]   |
| Italia (FIMI)                                   | 2              | [ 139 ]   |
| Japonia (Japan Hot 100)                         | 4              | [ 140 ]   |
| Luxemburg (Billboard Luxembourg Digital Songs)  | 1              | [ 141 ]   |
| Norvegia (VG-lista)                             | 1              | [ 142 ]   |
| Noua Zeelandă (RMNZ)                            | 3              | [ 31 ]    |
| Olanda (Dutch Top 40)                           | 6              | [ 143 ]   |
| Olanda (Single Top 100)                         | 10             | [ 144 ]   |
| Polonia (Polish Airplay Top 100)                | 1              | [ 145 ]   |
| Polonia (Dance Top 50)                          | 1              | [ 146 ]   |
| Regatul Unit (OCC)                              | 1              | [ 34 ]    |
| România (Media Forest — «Radio»)                | 14             | [ 147 ]   |
| România (Media Forest — «TV»)                   | 3              | [ 148 ]   |
| Rusia (Tophit)                                  | 1              | [ 149 ]   |
| Slovacia (Rádio Top 100)                        | 4              | [ 150 ]   |
| Spania (PROMUSICAE)                             | 4              | [ 151 ]   |
| Suedia (Sverigetopplistan)                      | 2              | [ 152 ]   |
| Statele Unite ale Americii (Billboard Hot 100)  | 3              | [ 153 ]   |
| Statele Unite ale Americii (Adult Contemporary) | 23             | [ 154 ]   |
| Statele Unite ale Americii (Adult Top 40)       | 14             | [ 155 ]   |
| Statele Unite ale Americii (Dance Club Songs)   | 1              | [ 156 ]   |
| Statele Unite ale Americii (Mainstream Top 40)  | 1              | [ 157 ]   |
| Statele Unite ale Americii (Rythmic airplay)    | 8              | [ 158 ]   |
| Ungaria (Single Top 40)                         | 1              | [ 159 ]   |

| Țară (clasament 2010)                          | Poziția maximă | Referință |
| ---------------------------------------------- | -------------- | --------- |
| Australia (Austrlian Singles Chart)            | 20             | [ 160 ]   |
| Austria (Austrian Singles Chart)               | 36             | [ 161 ]   |
| Belgia (Belgian Singles Chart Flandra)         | 11             | [ 162 ]   |
| Belgia (Belgian Singles Chart Valonia)         | 9              | [ 163 ]   |
| Canada (Canadian Hot 100)                      | 15             | [ 164 ]   |
| Danemarca (Danish Singles Chart)               | 23             | [ 165 ]   |
| Elveția (Swiss Singles Chart)                  | 44             | [ 166 ]   |
| Europa (European Hot 100 Singles)              | 12             | [ 167 ]   |
| Franța (French Singles Chart)                  | 30             | [ 168 ]   |
| Germania (German Singles Chart)                | 50             | [ 169 ]   |
| Irlanda (Irish Singles Chart)                  | 8              | [ 170 ]   |
| Italia (Italian Singles Chart)                 | 18             | [ 171 ]   |
| Japonia (Japan Hot 100)                        | 87             | [ 172 ]   |
| Noua Zeelandă (Recorded Music NZ)              | 32             | [ 173 ]   |
| Olanda (Dutch Top 40)                          | 15             | [ 174 ]   |
| Regatul Unit (UK Singles Chart)                | 15             | [ 175 ]   |
| România (Romanian Top 100)                     | 61             | [ 176 ]   |
| Spania (Spanish Singles Chart)                 | 20             | [ 177 ]   |
| Suedia (Swiss Singles Chart)                   | 44             | [ 178 ]   |
| Statele Unite ale Americii (Billboard Hot 100) | 16             | [ 179 ]   |
| Statele Unite ale Americii (Dance Club Songs)  | 38             | [ 180 ]   |
| Statele Unite ale Americii (Pop Songs)         | 11             | [ 181 ]   |
| Ungaria (Hungarian Airplay Chart)              | 33             | [ 182 ]   |

## Vânzări și certificări
| \| Țara \| Vânzări/ puncte \| Certificare \| Referințe \| \| --------------------------------- \| --------------- \| ----------- \| --------- \| \| Australia (ARIA) \| +210.000 \| \| [29] \| \| Belgia (BEA) \| +15.000 \| \| [183] \| \| Canada (Music Canada) \| +240.000 \| \| [33] \| \| Danemarca (IFPI Danemarca) \| +15.000 \| \| [184] \| \| Elveția (IFPI Elveția) \| +15.000 \| \| [185] \| \| Franța (SNEP) \| +150.000 \| \| [186] \| \| Germania (BVMI) \| +150.000 \| \| [187] \| \| Italia (FIMI) \| +30.000 \| \| [188] \| \| Japonia (RIAJ) \| +100.000 \| \| [189] \| \| Noua Zeelandă (RIANZ) \| +15.000 \| \| [190] \| \| Regatul Unit (BPI) \| +720.500 \| \| [35][36] \| \| Spania (PROMUSICAE) \| +40.000 \| \| [191] \| \| Statele Unite ale Americii (RIAA) \| +3.500.000 \| \| [192][27] \| | Note - reprezintă „disc de aur”; - reprezintă „disc de platină”; - reprezintă „disc de argint”; - reprezintă „triplu disc de platină”. |             |                |
| Țara | Vânzări/ puncte | Certificare | Referințe      |
| Australia (ARIA) | +210.000 |             | [ 29 ]         |
| Belgia (BEA) | +15.000 |             | [ 183 ]        |
| Canada (Music Canada) | +240.000 |             | [ 33 ]         |
| Danemarca (IFPI Danemarca) | +15.000 |             | [ 184 ]        |
| Elveția (IFPI Elveția) | +15.000 |             | [ 185 ]        |
| Franța (SNEP) | +150.000 |             | [ 186 ]        |
| Germania (BVMI) | +150.000 |             | [ 187 ]        |
| Italia (FIMI) | +30.000 |             | [ 188 ]        |
| Japonia (RIAJ) | +100.000 |             | [ 189 ]        |
| Noua Zeelandă (RIANZ) | +15.000 |             | [ 190 ]        |
| Regatul Unit (BPI) | +720.500 |             | [ 35 ] [ 36 ]  |
| Spania (PROMUSICAE) | +40.000 |             | [ 191 ]        |
| Statele Unite ale Americii (RIAA) | +3.500.000 |             | [ 192 ] [ 27 ] |

## Datele lansărilor
| Regiune                    | Dată              | Format                                 |
| -------------------------- | ----------------- | -------------------------------------- |
| Statele Unite ale Americii | 26 ianuarie 2010  | Difuzare radio                         |
| Franța                     | 15 februarie 2010 | Descărcare digitală                    |
| Statele Unite ale Americii | 2 martie 2010     | The Remixes EP – descărcare digitală   |
| Regatul Unit               | 2 martie 2010     | The Remixes EP – descărcare digitală   |
| Canada                     | 2 martie 2010     | The Remixes EP – descărcare digitală   |
| Franța                     | 2 martie 2010     | The Remixes EP – descărcare digitală   |
| Danemarca                  | 2 martie 2010     | The Remixes EP – descărcare digitală   |
| Suedia                     | 2 martie 2010     | The Remixes EP – descărcare digitală   |
| Elveția                    | 2 martie 2010     | The Remixes EP – descărcare digitală   |
| Belgia                     | 2 martie 2010     | The Remixes EP – descărcare digitală   |
| Irlanda                    | 2 martie 2010     | The Remixes EP – descărcare digitală   |
| Olanda                     | 2 martie 2010     | The Remixes EP – descărcare digitală   |
| Regatul Unit               | 15 martie 2010    | CD single, 7 inch, descărcare digitală |
| Statele Unite ale Americii | 30 martie 2010    | The Remixes EP – CD single             |
| Germania                   | 2 aprilie 2010    | CD single                              |
| Franța                     | 5 aprilie 2010    | Descărcare digitală                    |
| Franța                     | 6 aprilie 2010    | CD single                              |